# Schwobfeld
Schwobfeld é um município da Alemanha localizado no distrito de Eichsfeld, estado da Turíngia.  Pertence ao verwaltungsgemeinschaft de Ershausen/Geismar.

## Demografia
Evolução da população (em 31 de dezembro):
| - 1994 - 124 - 1995 - 124 - 1996 - 121 - 1997 - 127 | - 1998 - 122 - 1999 - 119 - 2000 - 114 - 2001 - 109 | - 2002 - 111 - 2003 - 112 - 2004 - 114 |

Fonte: Thüringer Landesamt für Statistik